# 9 mois ferme
9 mois ferme ist eine französische Filmkomödie von Albert Dupontel aus dem Jahr 2013.

## Handlung
Ariane Felder ist 40 Jahre alt, Richterin und überzeugter Single. Sie wuchs bei ihrer Mutter auf, weil ihr Vater die Familie verließ, als sie noch klein war; als Richterin hat sie zudem sehr häufig mit zerrütteten Familien zu tun, was ihre Abneigung gegen Männer noch verstärkt. Es ist Silvester und Ariane arbeitet, während alle Kollegen feiern. Diese überreden sie, zur Feier zu kommen. Ariane betrinkt sich und torkelt nach Mitternacht aus dem Justizgebäude.
Sechs Monate später steht Ariane kurz vor der Beförderung zum Mitglied des Appellationsgerichts. Sie fühlt sich jedoch nicht gut und erfährt von ihrem Frauenarzt, dass sie im sechsten Monat schwanger ist. Sie ist schockiert, zumal sie an den infrage kommenden Silvesterabend keine großen Erinnerungen mehr hat. Sie vermutet, dass sie mit ihrem Kollegen Godefroy De Bernard im Bett gelandet ist, und dieser macht zweideutige Anmerkungen, als sich beide zum Golfspielen treffen. Durch einen geschickten Golfschlag kann sich Ariane eine Haarprobe von ihm sichern, mit der sie einen Vaterschaftstest durchführen lässt. Das Ergebnis lässt sie fassungslos zurück: Godefroy ist nicht der Vater, doch hat der Polizeicomputer Bob Nolan als Vater ermitteln können. Der ist ein Gewohnheitseinbrecher und sitzt seit vier Monaten im Gefängnis, weil er einem Rentner bei einem Überfall sämtliche Gliedmaßen abgetrennt und dessen Augen verspeist haben soll. In der Presse wird Bob als Monster dargestellt. Ariane lässt sich die Überwachungsbilder dieses Abends vorführen und sieht, wie sie an dem Abend schwer betrunken durch Paris wankte, im Prostituiertenviertel landete und dass schließlich Bob in einer Seitenstraße Sex mit ihr hat. Sie konfisziert das Band. Weil ihre Kollegen denken, dass sie am Fall Bob Nolan arbeitet, holen sie ihn aus dem Gefängnis, um ihr die Möglichkeit der Befragung ohne seinen Anwalt zu ermöglichen. Ariane weigert sich und wird kurz darauf von Bob und seinem unfähige Anwalt Trolos aufgesucht. Bob erkennt in ihr die Frau vom Silvesterabend wieder, und sie wirft ihn und seinen Anwalt hinaus.
Bob kann kurz darauf aus dem Gefängnis ausbrechen. Er bricht in Arianes Haus ein, als sie gerade versucht, durch einen Sturz aus großer Höhe ihr Kind abzutreiben. Er fängt sie auf und bleibt bei ihr, bis sie wieder zu sich kommt. Als sie hysterisch wird, sperrt er sie ein. Er macht ihr deutlich, dass er einen Deal will: Er wird niemandem etwas davon erzählen, wie und wo sie ihre Abende verbringt. Dafür soll sie seinen Fall durchgehen und Beweise für seine Unschuld finden, denn er habe den Rentner doch nicht ermordet. Sie lehnt es ab, mit ihm zusammenzuarbeiten, und weicht auch allen Fragen nach dem Kind aus, mit dem sie angeblich erst im fünften Monate schwanger ist und das einen Verrückten als Vater habe. Als sie jedoch erkennt, wie sehr ihn die Mediendarstellung seines Falls und die Beschuldigung, ein abartiges Monster zu sein, belasten, stimmt sie einer Zusammenarbeit zu. Von Godefroy entwendet sie die Ermittlungsakte zum Fall Bob Nolan. Die Akten lassen keinen anderen Schluss zu, als dass Nolan der Täter ist. Erst zum Schluss sieht Ariane, dass der Tatzeitpunkt auf 1.20 Uhr bis 3.30 Uhr am 1. Januar festgelegt wurde und damit die Zeit, in der sie laut Videoaufzeichnung Sex mit Bob Nolan hatte. Bob kann also nicht der Täter sein, doch behält Ariane ihr Wissen für sich. Bob findet unterdessen in ihrer Wohnung die Unterlagen, die seine Vaterschaft bestätigen. Er bittet Ariane, das Kind zu behalten, da es ja möglicherweise nach ihr komme und nicht nach dem verrückten Vater. Sie erkennt, dass er weiß, dass er der Vater ist.
Bob Nolan verlässt sie und wird auf der Flucht gefasst. Als er ins Gerichtsgebäude geführt wird, kann Ariane es kaum aushalten. Weil er in Trolos einen unfähigen Verteidiger hat, wird er verurteilt werden. Hochschwanger erscheint Ariane schließlich im Gerichtssaal, als die Plädoyers bereits gehalten wurden. Sie gibt zu, zum Tatzeitpunkt mit Bob zusammen gewesen zu sein, und präsentiert ihn als Vater ihres Kindes. Bob wird freigesprochen, zumal sich in einem Psychopathen kurz darauf der wahre Täter findet. Ariane, die für ihren öffentlichen Fehltritt am Neujahrstag beruflich degradiert wird, entschließt sich, das gemeinsame Kind zu behalten. Mit Bob sucht sie nach einem passenden Namen, lehnt Bobs Vorschlag „Kevin“ ab, stimmt „Steve“ jedoch zu.

## Produktion

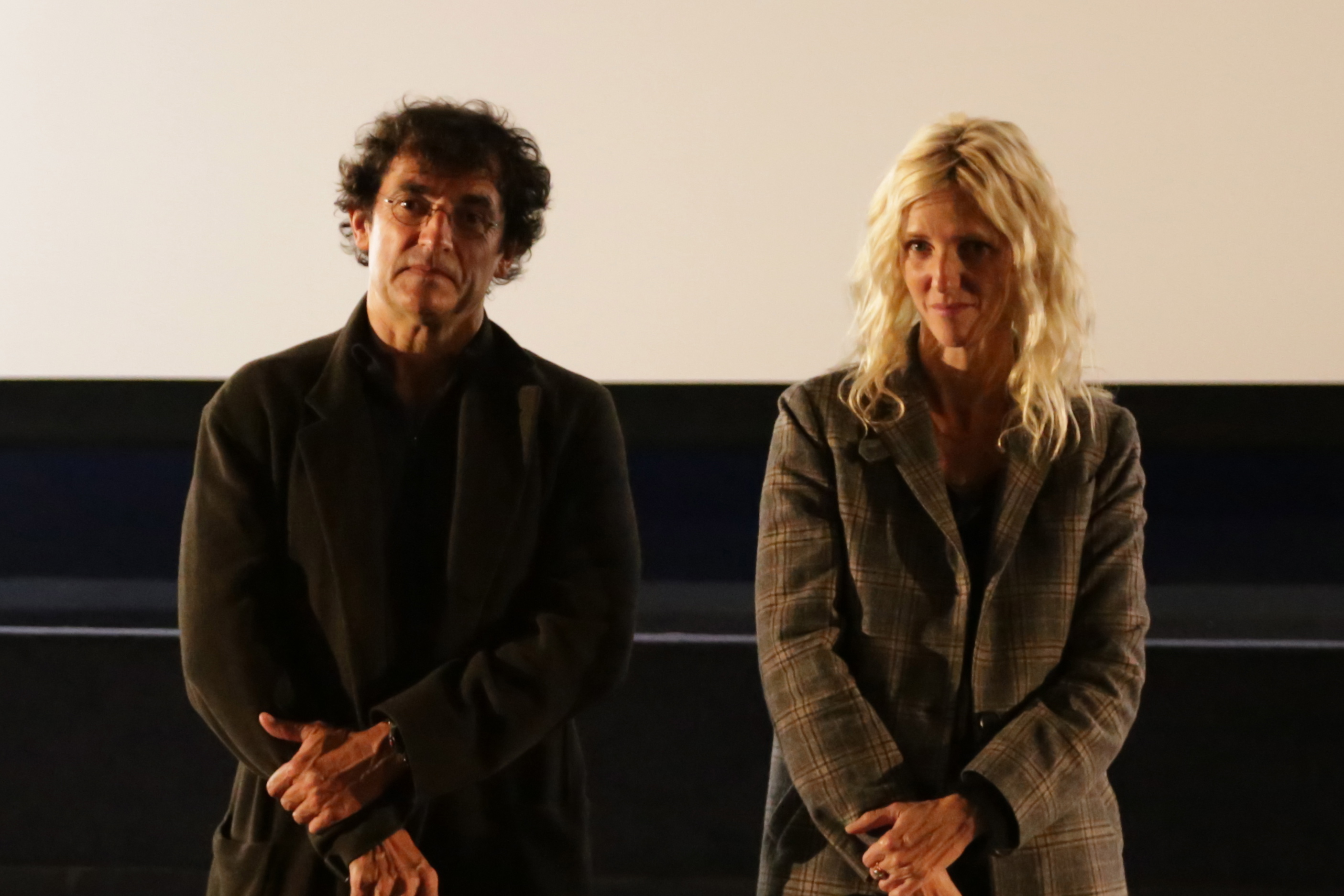
Albert Dupontel und Sandrine Kiberlain während der Vorpremiere des Films im September 2013

Albert Dupontel wollte 9 mois ferme auf Rat von Terry Gilliam ursprünglich auf Englisch drehen. Als Hauptdarstellerin hatte er Emma Thompson vorgesehen. Im Mai 2012 war das Projekt in einer Sackgasse angelangt, als Dupontel erfuhr, dass Sandrine Kiberlain das Drehbuch gelesen und gemocht hat. Er bot ihr schließlich die Rolle an und sie stimmte zu. Dupontel übernahm die männliche Hauptrolle.
Der Film wurde innerhalb von sieben Wochen in Paris gedreht, so durfte unter anderem im Palais de Justice gedreht werden. Das Budget betrug rund fünf Millionen Euro. Der Film kam am 16. Oktober 2013 in die französischen Kinos, wo er von rund 1,9 Millionen Besuchern gesehen wurde.

## Auszeichnungen
Albert Dupontel erhielt 2013 eine Nominierung für einen Louis-Delluc-Preis für den besten Film. Der Film erhielt 2014 zwei Nominierungen für einen Prix Lumière: in den Kategorien Bester Film und Bestes Drehbuch. Ebenfalls 2014 wurde der Film mit zwei Césars ausgezeichnet: Sandrine Kiberlain gewann einen Preis in der Kategorie Beste Hauptdarstellerin und Albert Dupontel in der Kategorie Bestes Originaldrehbuch. Weitere César-Nominierungen erhielt der Film in den Kategorien Bester Film (Albert Dupontel), Beste Regie (Albert Dupontel), Bester Hauptdarsteller (Albert Dupontel) und Bester Schnitt (Christophe Pinel).